# Хрудімка
Хрудімка (чеськ. Chrudimka) — це річка з довжиною водотоку 106 км і площею водозбірного басейну 867 км². Вона бере свій початок у джерелі Філіпівському (чеськ. Filipovský pramen), яке розташоване над селом Каменічки (чеськ. Kameničky) в ландшафтному районі Залізні гори (чеськ. Železné hory). Далі протікає по Східно-Лабійській плиті та стає лівою притокою Ельби, впадаючи в неї в Пардубицях. В адміністративних межах протікає через округи Хрудім і Пардубиці, що належать до Пардубицького краю на території Чеської Республіки.
Велика джерельна територія з кількома джерелами розташована в геоморфологічному районі Каменічcької верховини (чеськ. Kameničská vrchovina) на підйомах хребта Залізні гори з вершинами Пешава (чеськ. Pešava, 697 м), Дідів пагорб (чеськ. Dědovský kopec, 676 м) та У повішеного (чеськ. U oběšeného, 738 м), найвища в Залізних горах і з найвищою точкою джерела у суббасейні Хрудимки. На північний захід від вершини лежить головне джерело річки, а на висоті близько 705 м над рівнем моря — її найвище джерело Філіпівське, розташоване на краю лісу Гумперки (чеськ. Humperky) над селом Філіпов (чеськ. Filipov), на честь якого джерело і було назване. Філіпівське джерело підземних вод бере початок на кадастровій території муніципалітету Кроуна (чеськ. Krouna).
Широка джерельна область з кількома витоками річки розташована в геоморфологічному районі Каменицька височина, з вододілом на підвищеннях хребта Железних гір з вершинами Пешава (697 м), Дєдовський копець (676 м) та У обєшенего (738 м) — найвищою вершиною в Железних горах і найвищою точкою джерельної області в суббасейні Хрудимки.
На північний захід від вершини знаходиться головне джерело річки, а на висоті приблизно 705 м — її найвищий витік — Філіповське джерело, на краю лісової місцевості Гумперки над селом Філіпов, на честь якого воно й отримало назву. Філіповське джерело ґрунтової води знаходиться на кадастровій території села Кроуна.
Джерело є частиною охоронної зони природного накопичення води в охоронюваній ландшафтній зоні Ждярські гори (чеськ. Žďárské vrchy), яку річка перетинає у верхній течії від джерела Філіпівське до містечка Тргова каменіце (чеськ. Trhová Kamenice). У середній течії, від Тргова Каменіце до дамби водосховища Прачов (чеськ. Vodní nádrž Křižanovice II), вона протікає через заповідну ландшафтну територію Залізні гори, далі до Хрудіма по території Національного геопарку Залізні гори з багатьма важливими геологічними об'єктами. Хрудімка у своїй верхній і середній течії утворює гідрогеографічну вісь Чеського нагір'я, це його найважливіший водотік з кількома водними об'єктами, водогосподарським та енергетичним використанням.
За кам'янисте русло у верхній течії річку називали Каменіце (чеськ. Kamenice), а у зв'язку з різким вигином течії водосховища Сеч (чеськ. Seč), у середній течії — також Огебкою (чеськ. Ohebka). У XVII столітті назва річки закріпилася за містом Хрудім, через яке вона протікає в нижній течії, в районі Хрудімської площини. Після злиття з річкою Новоградка (чеськ. Novohradka) затікає до Пардубицької котоловини, а в місті Пардубиці впадає до Ельби на висоті 216 м над рівнем моря.